# بربارة روسي (رسامة)
بربارة روسي (بالإنجليزية: Barbara Rossi)‏ هي رسامة أمريكية، ولدت في 1940.